# 比安科湖
46°24′11″N 10°1′18″E / 46.40306°N 10.02167°E

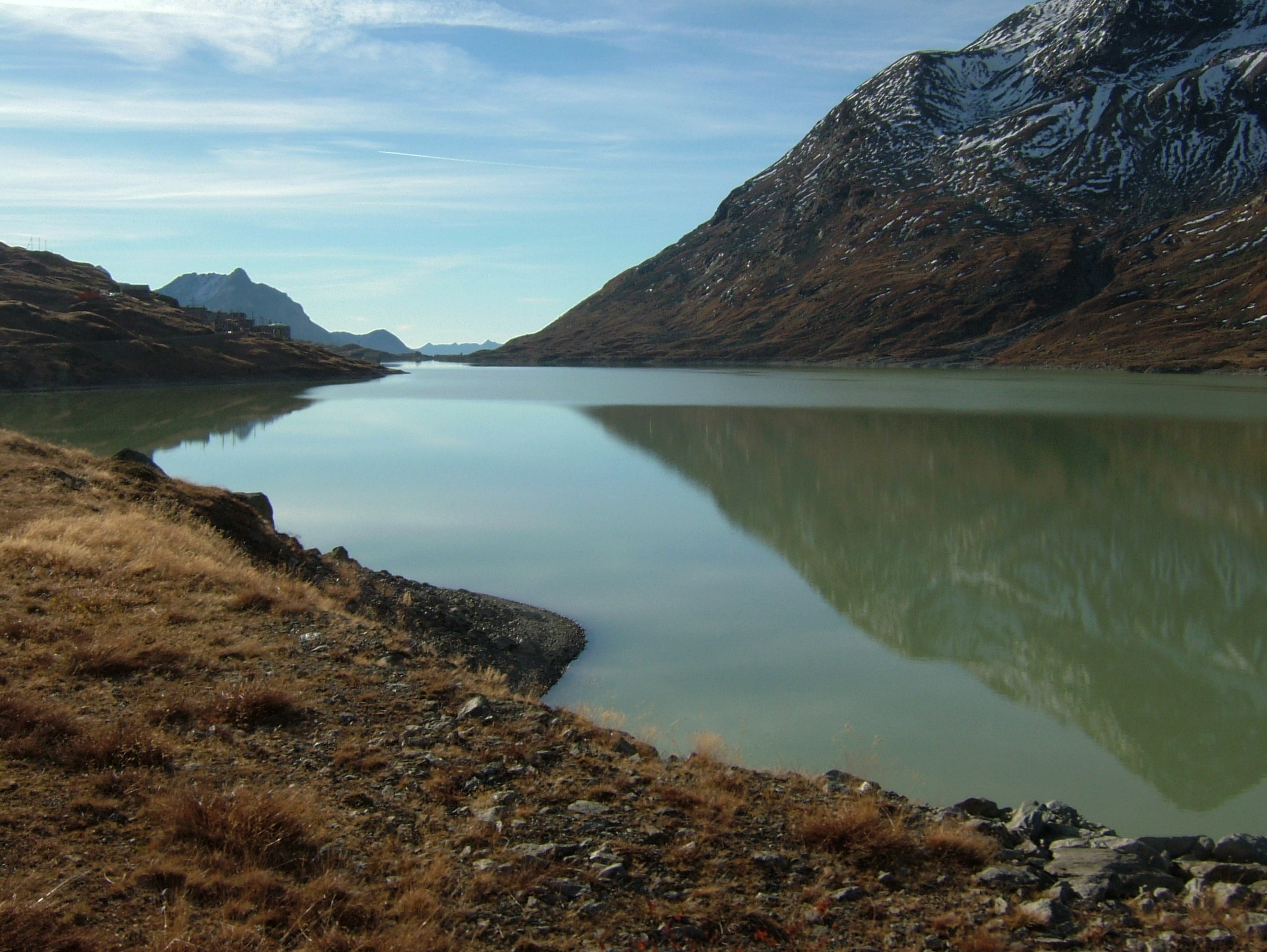

比安科湖是瑞士的水庫，位於該國東南部格勞賓登州，面積1.50平方公里，海拔高度2,234米，最大水深53米，蓄水量0.18億立方米，該水庫在兩座水壩落成前是兩座天然湖泊。